# Albin Sättler
Albin Sättler (* 15. August 1927 in Lauterbach, Tschechoslowakei; † 1998 in München) war ein deutscher Künstler.
Sättler absolvierte zunächst eine Lehre zum Spitzen- und Stickereizeichner. 1945 wurde er Soldat und geriet in Kriegsgefangenschaft. Ab 1947 lebte er in Darmstadt. Er studierte dann Malerei bei Paul Thesing an der Darmstädter Werkkunstschule und 1950–1954 an der Münchner Akademie bei Franz Nagel. 1954 kehrte er nach Darmstadt zurück und hatte ab 1957 Kontakt zu Eberhard Schlotter in Spanien. Seit 1976 lebte er in München. Sättler war Mitglied in der Neuen Darmstädter Sezession und in der Neuen Münchner Künstlergenossenschaft. 
Neben seiner malerischen Praxis setzte Sättler Werke im öffentlichen Raum um, so den „Maurer“, eine inzwischen zerstörte Putzintarsie, die lange Zeit die Fassade des Verwaltungsgebäudes der Handwerkskammer Frankfurt Rhein-Main in Darmstadt schmückte und ein 6,6 Meter hohes und 6 Meter breites Wandmosaik des Heiligen Franziskus nach einem Entwurf der Malerin Ricarda Jacobi am Berthold-Martin-Haus in Gießen, welches 1958 unter seiner Leitung ausgeführt wurde.

## Auszeichnungen
- Seerosenpreis der Stadt München (1970)
- Sudetendeutscher Kulturpreis für bildende Kunst (1992)